# Tomas Gadeikis
Tomas Gadeikis (* 30. Januar 1984 in Šiauliai) ist ein ehemaliger litauischer Kanute.

## Leben
Tomas Gadeikis nahm in den 2000er-Jahren erfolgreich im Canadier-Zweier, insbesondere über die nicht-olympischen 200 Meter an internationalen Wettkämpfen teil.
Zusammen mit seinem Team-Partner Raimundas Labuckas konnte er drei Weltmeisterschaftstitel und sechs Europameisterschaftstitel gewinnen. Die beiden Litauer schafften es dabei, von 2009 bis 2011 dreimal in Folge den Titel über die 200 Meter im Canadier-Zweier zu holen.
Bei Europameisterschaften schafften sie es sogar, von 2007 bis 2012 sechs Titel in Folge zu gewinnen.
Bei Olympischen Sommerspielen war er deutlich weniger erfolgreich. Da die 200 Meter nicht im Programm waren, nahmen die Litauer über 500 Meter an den Wettkämpfen 2008 in Peking teil. Dort war jedoch bereits im Halbfinale Endstation.
Als Labuckas seine Karriere 2013 beendet hatte, startete Gadeikis mit Jevgenijus Šuklinas im Boot.
Nachdem die 500 Meter im Zweier-Canadier ab 2012 aus dem olympischen Programm genommen wurden und die beiden Sportler im Halbfinale der Weltmeisterschaften 2014 über 1000 Meter nur Platz sieben erreichen konnten, beendete Gadeikis im September 2014 Jahres seine Karriere.
Gadeikis begründete dies damit, dass er nach jahrelangen Erfolgen keine Perspektiven mehr sähe und nicht im Mittelfeld herumschwimmen möge.